# Helia frontalis
Helia frontalis är en fjärilsart som beskrevs av Walker 1865. Helia frontalis ingår i släktet Helia och familjen nattflyn. Inga underarter finns listade i Catalogue of Life.